# Dagana (Sénégal)
Pour les articles homonymes, voir Dagana.
Dagana (parfois Tagana) est une ville du nord du Sénégal, située dans la basse vallée du fleuve Sénégal, entre Richard-Toll et Podor.

## Histoire

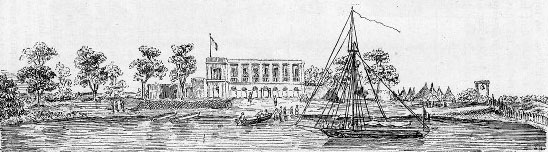
Le poste de Dagana (illustration de Côte occidentale d'Afrique, 1890)

Le village est fondé vers les années 1300. L'étymologie de son nom reste incertaine, tantôt wolof — fi dagan na dëk signifiant « un endroit propice » —, tantôt peul, du nom du fondateur, Dagana. Certains disent aussi que la ville a été créée par un nommé Dah venant du Ghana.
L'histoire de Dagana reste liée à celle du royaume du Waalo, dont le brak (roi) guerroya dans la contrée. Le gouverneur de la colonie du Sénégal Schmaltz signa le 8 mai 1819 le Traité de Ndiaw avec le Brak Amar Fatim Borso Mbodj et les principaux chefs du pays. Ce traité permit la création d’une série de postes commerciaux le long du fleuve Sénégal, dont celui de Dagana.
C'est à Dagana qu'est célébré le 18 juin 1833 le mariage entre la reine du Walo Ndieumbeutt Mbodj et le roi maure du Trarza, Mohamed El Habib.
Le 9 mars 1908, le marabout toucouleur Aly Yoro Diop (Aali Yero Joop) de Fanaye, au nom de la guerre sainte, attaque le poste colonial de Dagana avec ses talibés ; il est tué avec 29 de ses partisans par la garnison française, épaulée par le chef supérieur du Walo Samba Yomba Guilé Mbodj et son Goum.
Sous l'ère coloniale, Dagana était un lieu commercial important, lié notamment au négoce de la gomme arabique.
Le village est érigé en commune le 1er février 1960 et Makha Sarr, né en 1911 à Dagana, directeur d'école, est élu premier député-maire de la cité.

## Administration
La commune est le chef-lieu du département de Dagana, situé dans la région de Saint-Louis.
Oumar Sarr est le maire de la ville depuis 1996.

## Géographie
Le climat est de type sahélien.
Dakar, la capitale, se trouve à 408 km.

### Population
La population est principalement constituée de Wolofs, de Peuls et de Maures.
Lors des recensements de 1988 et 2002, la population s'élevait respectivement à 15 638 et 18 205 habitants.
Fin 2007, selon les estimations officielles, Dagana compterait 20 916 personnes.

### Économie
Les ressources locales proviennent essentiellement de l'agriculture. Le riz et la tomate restent les principales cultures à grande échelle. La production de tomate est vendue à la SOCAS qui dispose d'une unité industrielle de transformation dans la ville de Dagana.
Grâce à son patrimoine, notamment le fort — qui figure sur la liste des sites et monuments historiques classés —, et aux charmes du fleuve, Dagana est attractive pour les touristes[non neutre]. 

## Personnalités liées à Dagana
- Mankeur Ndiaye (1960-), homme politique né dans la ville ;
- Mouhamadou Makhtar Cissé (1967-), homme politique né dans la ville.
- Habib Thiam — Wikipédia (wikipedia.org)